# Madison Wolfe
Madison Wolfe (Metairie, 16 ottobre 2002) è un'attrice statunitense.
Ha fatto il suo debutto cinematografico nel film d'avventura On the Road (2012) e il suo debutto televisivo nella serie della HBO True Detective (2014). Ha recitato nel film horror The Conjuring - Il caso Enfield (2016) e nel ruolo di Barbara Thorson nel film fantasy/drammatico I Kill Giants (2017). 

## Biografia
Madison Wolfe è nata a Metairie, in Louisiana. Anche sua sorella minore Meghan è un'attrice. Madison ha debuttato come attrice nel film drammatico d'avventura On The Road (2012), interpretando il ruolo di Dodie Lee. È poi apparsa in The Campaign (2012) nel ruolo di Jessica Brady e in Devil's Due (2014). Madison Wolfe è apparsa poi nella pellicola Joy (2015) interpretando Peggy, ovvero la versione più giovane del personaggio Elisabeth Röhm.

## Filmografia
| Anno | Titolo                          | Ruolo                 | Note                                                                                          |
| ---- | ------------------------------- | --------------------- | --------------------------------------------------------------------------------------------- |
| 2012 | On the Road                     | Dodie Lee             |                                                                                               |
| 2012 | The Campaign                    | Jessica Brady         |                                                                                               |
| 2013 | Grace Unplugged                 | Young Grace Trey      |                                                                                               |
| 2014 | Devil's Due                     | Brittany              |                                                                                               |
| 2015 | Home Sweet Hell                 | Allison Champagne     |                                                                                               |
| 2015 | Trumbo                          | Giovane Nikola Trumbo |                                                                                               |
| 2015 | Re-Kill                         | Giovane Ragazza       |                                                                                               |
| 2015 | Joy                             | Giovane Peggy         |                                                                                               |
| 2016 | Mr. Church                      | Giovane Poppy         |                                                                                               |
| 2016 | Keanu                           | Alexis                |                                                                                               |
| 2016 | The Conjuring - Il caso Enfield | Janet Hodgson         |                                                                                               |
| 2016 | Trafficked                      | Natalie               |                                                                                               |
| 2016 | Cold Moon                       | Mandy                 |                                                                                               |
| 2017 | I Kill Giants                   | Barbara               |                                                                                               |
| 2019 | The Tattooed Heart              |                       | cortometraggio, accreditata anche come scrittrice insieme a Matt Olmstead e Jennifer Morrison |
| 2021 | Malignant                       | Giovane Serena        |                                                                                               |
| 2022 | Paulie Go!                      | Avery                 |                                                                                               |
| 2023 | Big Bear 3: The Big Bonanza     | Cast femminile #4     | Non accreditata                                                                               |
| 2023 | The Man in the White Van        | Annie                 |                                                                                               |
| 2024 | They Whisper                    |                       |                                                                                               |

Televisione
| Anno      | Titolo                   | Ruolo              | Note                                       |
| --------- | ------------------------ | ------------------ | ------------------------------------------ |
| 2014      | True Detective           | Audrey Hart        | Ruolo ricorrente (stagione 1), 6 episodi   |
| 2015      | The Astronaut Wives Club | Julie Shepard      | Ruolo ricorrente, 5 episodi                |
| 2015      | Scream                   | Giovane Emma Duval | Episodio: "Fantasmi"                       |
| 2015–2016 | Zoo                      | Clementine Lewis   | Ruolo ricorrente (stagione 1–2), 7 episodi |
| 2023      | Mayfair Witches          | Tessa              | 3 episodi                                  |